# Monteverdi High Speed 375

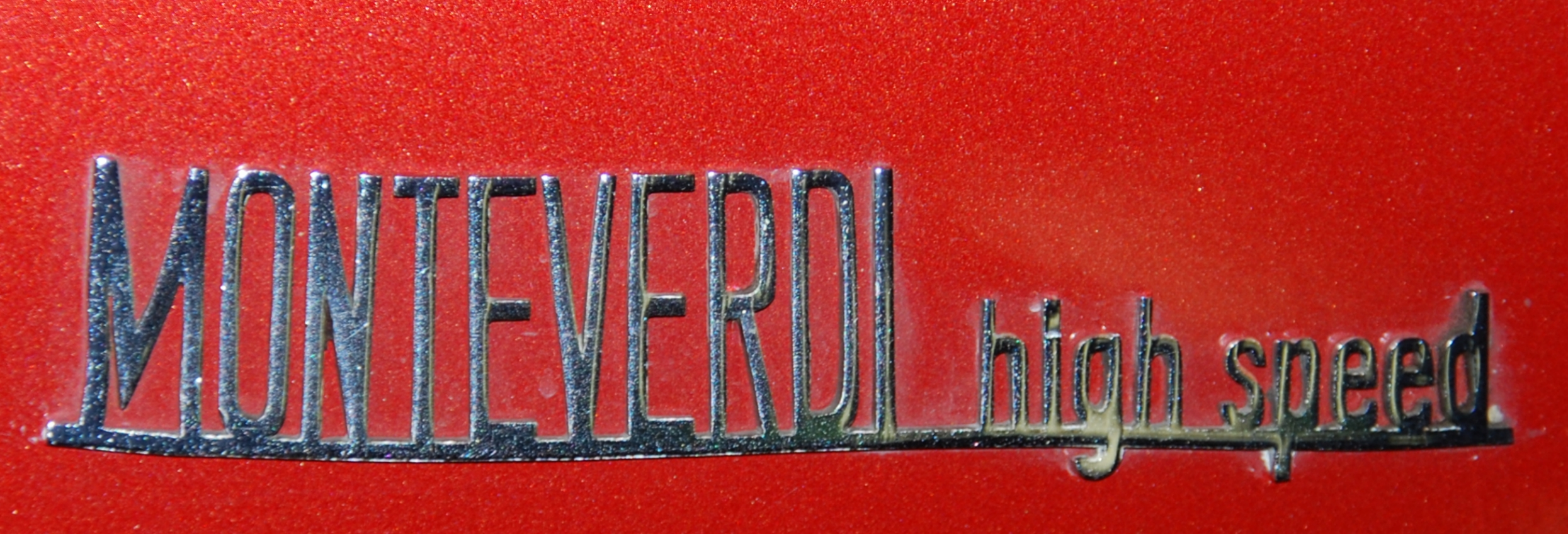
Typenschriftzug auf einem Monteverdi High Speed 375

Unter der Bezeichnung Monteverdi High Speed 375 verkaufte der Schweizer Automobilhersteller Monteverdi von 1967 bis 1976 eine Reihe von Sportwagen mit unterschiedlichen Aufbauten. Die High-Speed-Serie umfasste mehrere Coupés, eine Cabrioletversion und eine Limousine. Darüber hinaus gehören auch das Coupé Berlinetta und das Cabriolet Palm Beach zur Modellfamilie. Die Monteverdi High Speeds sind 40 Jahre nach der Produktionseinstellung seltene und hochpreisige Klassiker.

## Entstehungsgeschichte
Peter Monteverdi betrieb in Binningen im Schweizer Kanton Basel-Landschaft ein Unternehmen, das sich in den 1960er Jahren von einer Reparaturwerkstatt für Lastkraftwagen zu einem erfolgreichen Automobilhandel entwickelt hatte. Monteverdi war seit 1957 Konzessionär für Ferrari und übernahm später auch Vertretungen für Lancia, Bentley, Jensen und BMW. In seiner Freizeit fuhr er regelmäßig Automobilrennen, zumeist in der Formel Junior und bei Bergrennen. Dabei setzte er ab 1960 selbst konstruierte Fahrzeuge ein, die er unter dem Markennamen MBM („Monteverdi Basel Motors“) präsentierte und zum Kauf anbot. Von 1960 bis 1962 entstanden 18 Monopostos, von denen die meisten mit einem Zweitaktmotor von DKW ausgestattet waren. 1962 stellte MBM als Ergänzung zu den Rennwagen den MBM Tourismo vor, einen geschlossenen Zweisitzer, der für den Einsatz im Straßenverkehr geeignet war. Während Peter Monteverdi den Eindruck erweckte, den MBM Tourismo selbst konstruiert zu haben, besteht heute in der Fachliteratur Einigkeit darüber, dass das Auto mit dem britischen Heron Europa identisch war.
Nachdem Monteverdi die Beziehungen zu Ferrari und zu Jensen beendet hatte, entwickelte er die Idee, ähnlich konzipierte Oberklassefahrzeuge zu konstruieren und unter eigenem Namen anzubieten. Daraus entstand der High Speed 375, der von 1967 bis 1976 verkauft wurde.
Der Monteverdi High Speed 375 ist ein sogenanntes Hybrid-Modell. Er verbindet eine italienische Karosserie mit unkomplizierter US-amerikanischer Großserientechnik. Dieses Konzept war nicht neu. Diese Idee war schon in den 1950er Jahren in Frankreich bei Facel Vega erprobt worden; in den 1960er Jahren traten Marken wie Iso Rivolta und de Tomaso in Italien sowie AC, Bristol, Gordon-Keeble und Jensen in Großbritannien in dieser Marktnische an.

## Modellbeschreibung

### Technik

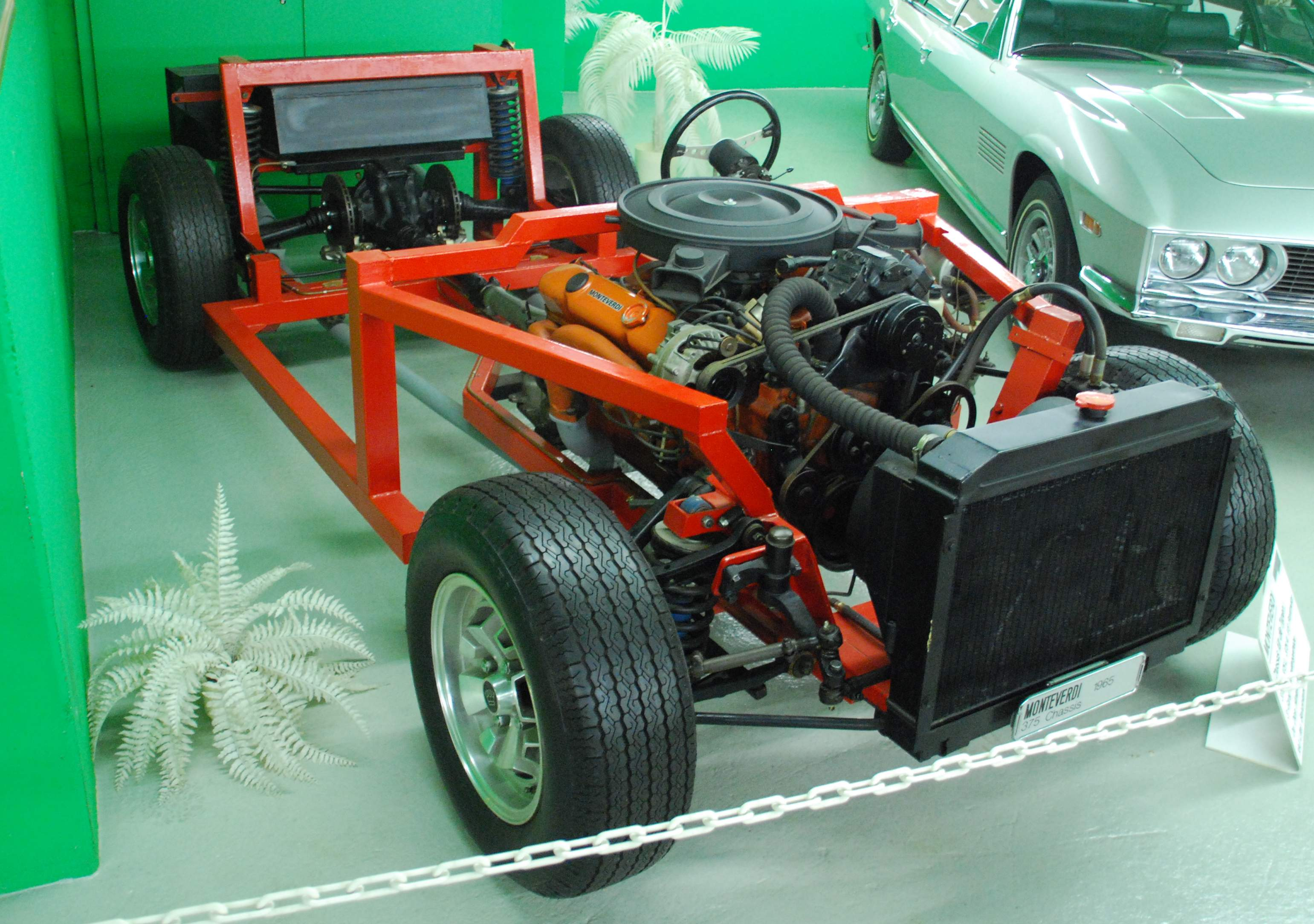
Der von Peter Monteverdi konstruierte Rohrrahmen der High-Speed-375-Modellreihe.

Zumeist werden die Monteverdi-Modelle der High Speed-Serie in technischer Hinsicht als unkompliziert beschrieben. Sie basieren auf einem Kastenrahmen aus Vierkantrohren. Den Entwurf des Rahmens schrieb Peter Monteverdi sich selbst zu; hergestellt wurde das Gestell bei dem Unternehmen Stahlbau AG in Muttenz im Kanton Basel-Landschaft, das nach einigen Informationen zumindest zeitweilig zu Monteverdi gehörte.
Als Antrieb wurden regelmäßig Achtzylinder-V-Motor von Chrysler mit 7,2 Liter Hubraum verwendet, deren Leistung sich angeblich auf 375 PS belief. Daraus erklärt sich die Modellbezeichnung High Speed 375. Allerdings handelte es sich – wenn diese Leistungsspitze tatsächlich erreicht wurde – um Werte nach der SAE-Norm; die entsprechenden DIN-Werte lagen um etwa 35 % darunter. Andererseits lassen sich die Big-Block-Motoren von Chrysler, vor allem auch durch Komponenten der Chrysler-Abteilung Mopar, ohne größere Probleme auf weitaus höhere Leistungswerte bringen. So wurde in der Schweiz vor einiger Zeit ein 375 L mit angeblich 330 kW zum Verkauf angeboten.

### Aufbauten
Der Monteverdi High Speed 375 war in erster Linie als zweitüriges Coupé konzipiert. Im Laufe der Jahre wurden davon ein Cabriolet und eine Limousine abgeleitet; sie entstanden jeweils nur in geringen Stückzahlen.
Die Coupés lassen sich in zwei Serien unterteilen:

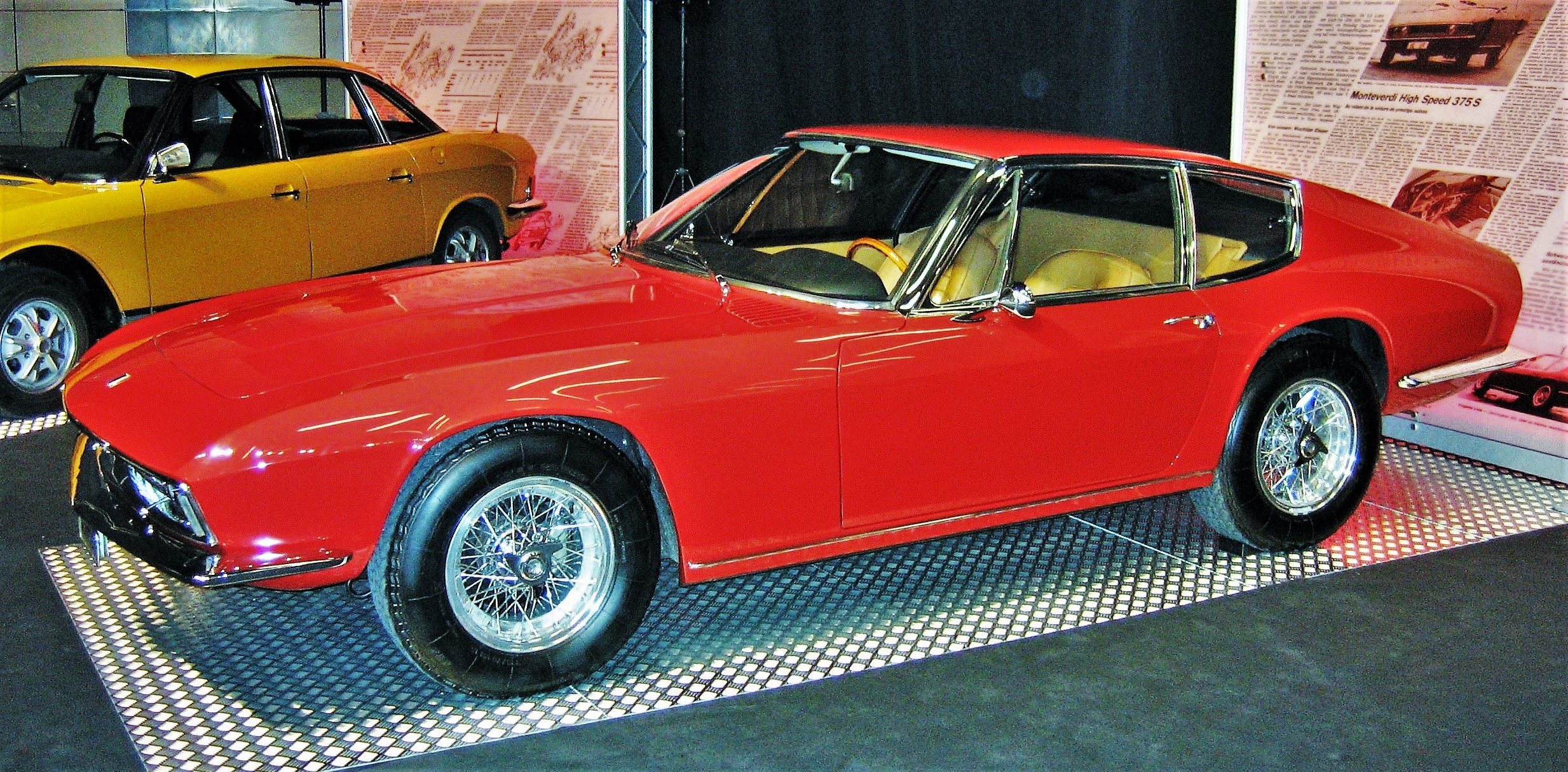
High Speed 375 S Frua

- High Speed 375 S Frua Die ursprüngliche Version hat eine von Pietro Frua entworfene und gebaute Karosserie. Davon entstanden 10 Fahrzeuge mit kurzem (High Speed 375 S) sowie eines mit längerem Radstand (High Speed 375 L). Im Frühjahr 1968 erwog Peter Monteverdi eine deutliche Erhöhung des jährlichen Ausstoßes; geplant waren etwa 100 Fahrzeuge pro Jahr. Diese Dimensionen entsprachen nicht der Leistungsfähigkeit des Ateliers Frua, das auf reine Handarbeit ausgerichtet war und keine Kapazitäten für einen derart hohen Fahrzeugausstoß hatte. Frua schlug daraufhin eine Auslagerung der Produktion zur Carrozzeria Maggiora vor, wo bereits einige Maserati-Modelle entstanden und Kapazitäten für eine teilweise maschinelle Produktion bestanden. Monteverdi aber lehnte diesen Schritt ab, weil er mit hohen Investitionen insbesondere für Presswerkzeuge verbunden war, die der Schweizer scheute. Stattdessen suchte er nach einer anderen Karosseriewerkstatt, die die rein manuelle Produktion der gewünschten Stückzahlen bewerkstelligen konnte. Diese fand er in der Carrozzeria Fissore in Savigliano bei Mailand, einem kleineren und weniger renommierten Design-Studio der norditalienischen Ebene. Ab Sommer 1968 ließ Monteverdi insgesamt etwa zehn weitere Aufbauten, die Pietro Fruas Entwurf entsprachen, bei Fissore herstellen. Zugleich verweigerte Peter Monteverdi die Entrichtung von Lizenzgebühren an Frua, woraufhin dieser Monteverdi die Verwendung seines Entwurfs gerichtlich untersagen ließ.

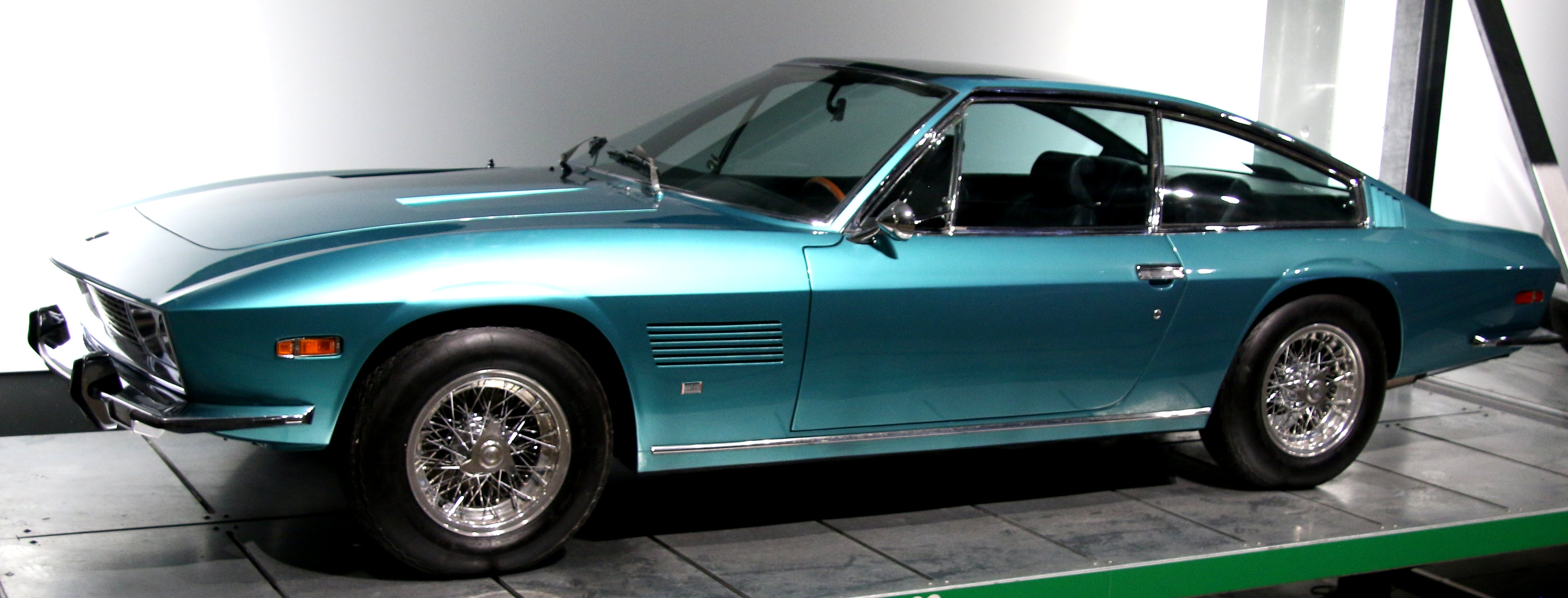
High Speed 375 L Fissore

- High Speed 375 L Fissore Als Folge des Rechtsstreits mit Frua musste Monteverdi eine neue Karosserie für den High Speed 375 gestalten. Dieser Aufbau wurde 1969 öffentlich präsentiert. Den Entwurf schrieb sich Peter Monteverdi selbst zu; wahrscheinlich haben Fissore-Designer wie Franco Maina wenigstens Detailarbeiten geleistet. Ein Großteil dieser Aufbauten stellte Fissore in Handarbeit her; vereinzelt wurden aber auch andere Karosseriebauunternehmen in den Herstellungsprozess einbezogen. Die High Speed 375 Coupés mit Fissore-Karosserien wurden von 1969 bis 1976 gebaut.

## Die Frua-Coupés

### High Speed 375 S
Das erste Modell, der High Speed 375 S, war ein zweisitziges Coupé mit Frua-Karosserie. Die Form des Aufbaus orientierte sich an Giorgetto Giugiaros Maserati Ghibli und hatte außerdem Bezüge zum Maserati Mistral und zum britischen AC 428. Als Antrieb kam ein 7,2 Liter großer Achtzylinder-V-Motor von Chrysler zum Einsatz, der 375 SAE-PS leistete. Das Auto debütierte im September 1967 auf der IAA in Frankfurt. Frua baute bis zum Sommer 1968 insgesamt 10 Karosserien nach seinem Entwurf. Danach wechselte Monteverdi zur Carrozzeria Fissore, die bis ins Frühjahr 1969 sechs weitere Karosserien nach dem Frua-Design produzierte. Danach musste Monteverdi das Frua-Design aufgeben.

### High Speed 375 L

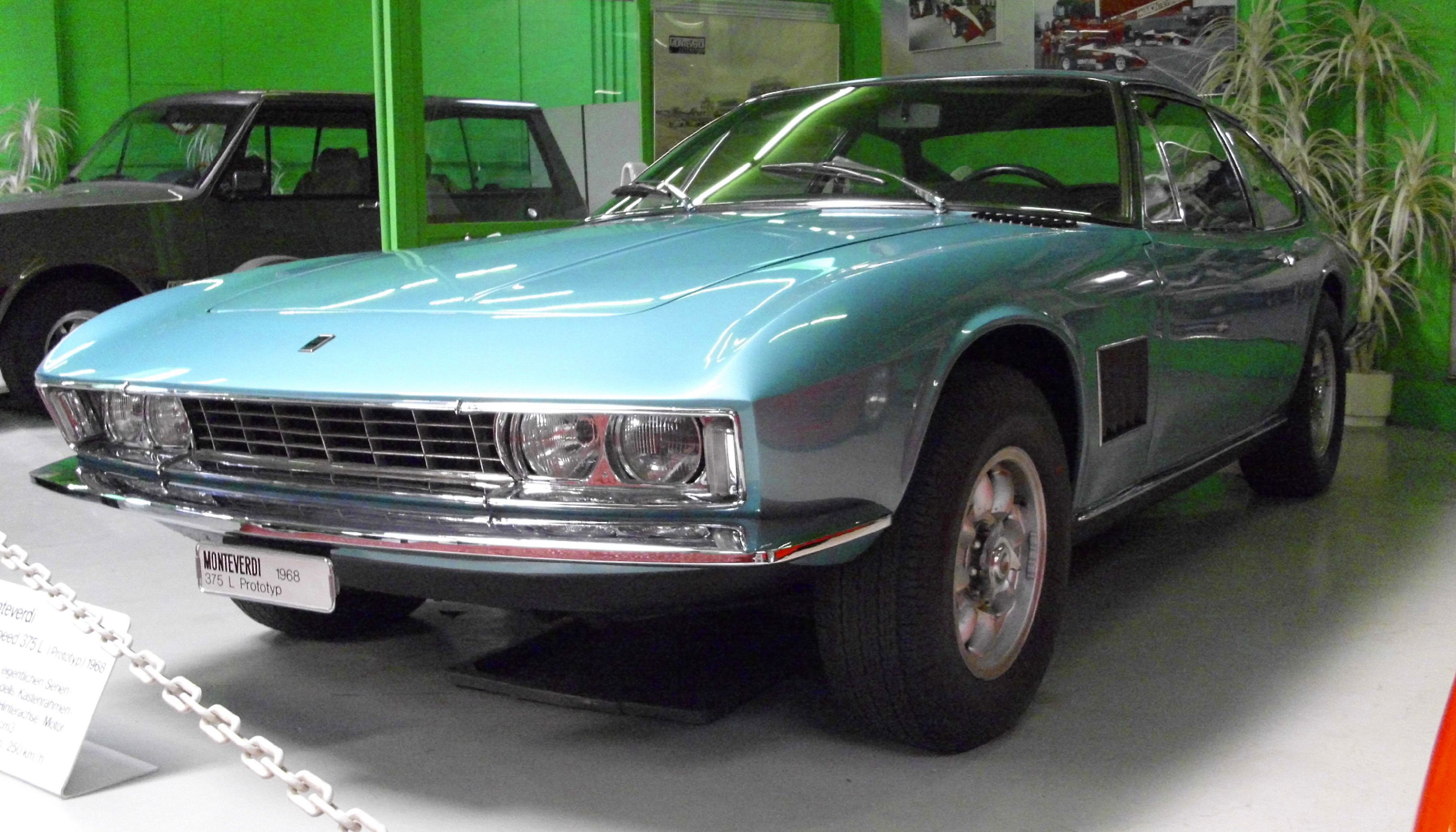
Einzelstück: High Speed 375 L mit Frua-Karosserie (1968)

Parallel zu den regulären zweisitzigen Coupés entwickelte Frua im Auftrag von Monteverdi eine verlängerte Version, die als 2+2-Sitzer konzipiert war. Die Seitenlinie und die Dachpartie waren erheblich verändert worden. Der Prototyp wurde 1968 öffentlich gezeigt. Er verblieb bei Monteverdi im Werk. Der 2+2-Sitzer ging in dieser Form nicht in den Verkauf. Eine zweite 2+2-Karosserie behielt Frua zurück; sie wurde ein Jahr später an den britischen Sportwagenhersteller AC geliefert, der mit dem Modell AC 428 seinerseits ein von Frua gezeichnetes Coupé sowie einen Spyder im Programm hatte. Die übrig gebliebene Monteverdi-Karosserie wurde mit geringfügigen Modifikationen, darunter der Installation halbverdeckter Frontscheinwerfer im Stil des Iso Lele, als Einzelstück unter der Bezeichnung AC 429 verkauft.

### High Speed 400
Zeitgleich mit dem 375 S kündigte Monteverdi in seinem ersten Verkaufsprospekt die Produktion eines noch stärkeren Modells mit einem 7,0 Liter großen Achtzylinder von Chrysler an, der 294 kW (400 PS) leisten sollte. Hier blieb es bei der Ankündigung; ein solches Modell mit Frua-Karosserie wurde nie hergestellt.

## Die Fissore-Modelle
Für 1969 musste Monteverdi als Konsequenz aus dem Rechtsstreit mit Frua eine neue Karosserie für sein Coupé auf die Beine stellen. Anlässlich dieses Neuanfangs stellte Monteverdi sein Konzept um. Anders als bisher sollte nicht der reine Zweisitzer das Volumenmodell sein; vielmehr hatten diverse Anfragen von Kaufinteressenten ergeben, dass ein 2+2-Coupé auf verlängertem Fahrgestell bevorzugt gewünscht wurde. Dementsprechend sollte der High Speed 375 L das Basisfahrzeug der Monteverdi-Palette werden. In den kommenden acht Jahren sollten die Karosserien überwiegend, aber nicht ausschließlich bei Fissore in Savigliano produziert werden. In diesem Fall erhielt Fissore – anders als zuvor bei Frua gehandhabt – das reine Chassis, das in Savigliano mit einer Karosserie versehen wurde, bevor es nach Binningen zurückgebracht wurde, wo die Monteverdi-Mechaniker abschließend die Antriebstechnik installierten. Einzelne Fahrzeuge wurden aber – möglicherweise angesichts knapper Kapazitäten bei Fissore – auch bei anderen Karosseriers hergestellt. Dokumentiert sind mehrere Fahrzeuge, die bei Poccardi und bei Embo hergestellt wurden. Sie erhielten allerdings kein eigenständiges Karosseriedesign, vielmehr wurde lediglich der handwerkliche Prozess der Karosserieherstellung auf diese Werke verlagert.

### High Speed 375 L
Der High Speed 375 L mit Fissore-Karosserie sollte zum Volumenmodell der Monteverdi-Produktpalette werden. Er ist nach dem Safari, wenn auch mit einigem Abstand zu diesem, der meistverkaufte Typ der Marke. Die neue Karosserie entsprach in ihren Proportionen exakt dem Frua-Vorbild, war allerdings an Front und Heck ausgesprochen eckig gestaltet. Die Frontpartie zeigte stark in Chrom eingefasste doppelte Rundscheinwerfer, die in wenigen Fällen später durch rechteckige Breitbandscheinwerfer ersetzt wurden. Am Heck waren die Rückleuchten der Alfa Romeo Giulia Berlina zu erkennen. Wer Urheber dieses Entwurfs war, ist ungeklärt. Peter Monteverdi behauptete, die Karosserie selbst entworfen zu haben. Fissore machte ihm dies nie streitig. Wahrscheinlich ist, dass Fissore die Details nach Monteverdi-Skizzen ausarbeitete und Monteverdi die Rechte an dem Entwurf abtrat, gleichsam als Gegenleistung für den Produktionsauftrag.
Peter Monteverdi hob in einem Verkaufsprospekt aus dem Jahr 1972 den Stil des Fahrzeugs und die überragenden Fahrleistungen hervor. Er bezeichnete darin den Monteverdi High Speed 375 L als „die Coupés von heute mit der Technik von Morgen“.
Die deutsche Fachzeitschrift auto motor und sport testete im Frühjahr 1972 einen High speed 375 L mit 7,2-Liter-Motor und ermittelte folgende Fahrleistungen:
- Höchstgeschwindigkeit: 229,3 km/h
- 0–100 km/h: 8,2 Sekunden
- 1 km mit stehendem Start: 28,3 Sekunden.

Damit lag der Monteverdi in etwa auf dem Niveau des britischen Jensen Interceptor, erreichte aber die Leistungen des Aston Martin V8 oder des Maserati Indy nicht und verfehlte die Werksangaben deutlich.
Während der Produktionszeit flossen laufend kleinere oder größere Verbesserungen oder Veränderungen in die Serie ein. Die auffälligste davon war wohl die komplette Umgestaltung des Armaturenbretts mit dem Jahrgang 1972/73. Hatte man sich mit viel Holz und klassischen Instrumenten bis dahin eher an traditionellen englischen Chic angelehnt, präsentierten sich die Monteverdis nun in einem sportlicheren Stil im schwarzen Velours-Design. Da die gesamte High-Speed-Serie aber ohnehin in handwerklicher Einzelfertigung entstand, ist nicht auszuschließen, dass sich Monteverdi bei gewissen Detailgestaltungen auch nach individuellen Kundenwünschen richtete.
Einer Veröffentlichung des Monteverdi Clubs zufolge entstanden von 1969 bis 1975 insgesamt „ca. 100“ 375/L mit Fissore-Karosserie.

### High Speed 375 S

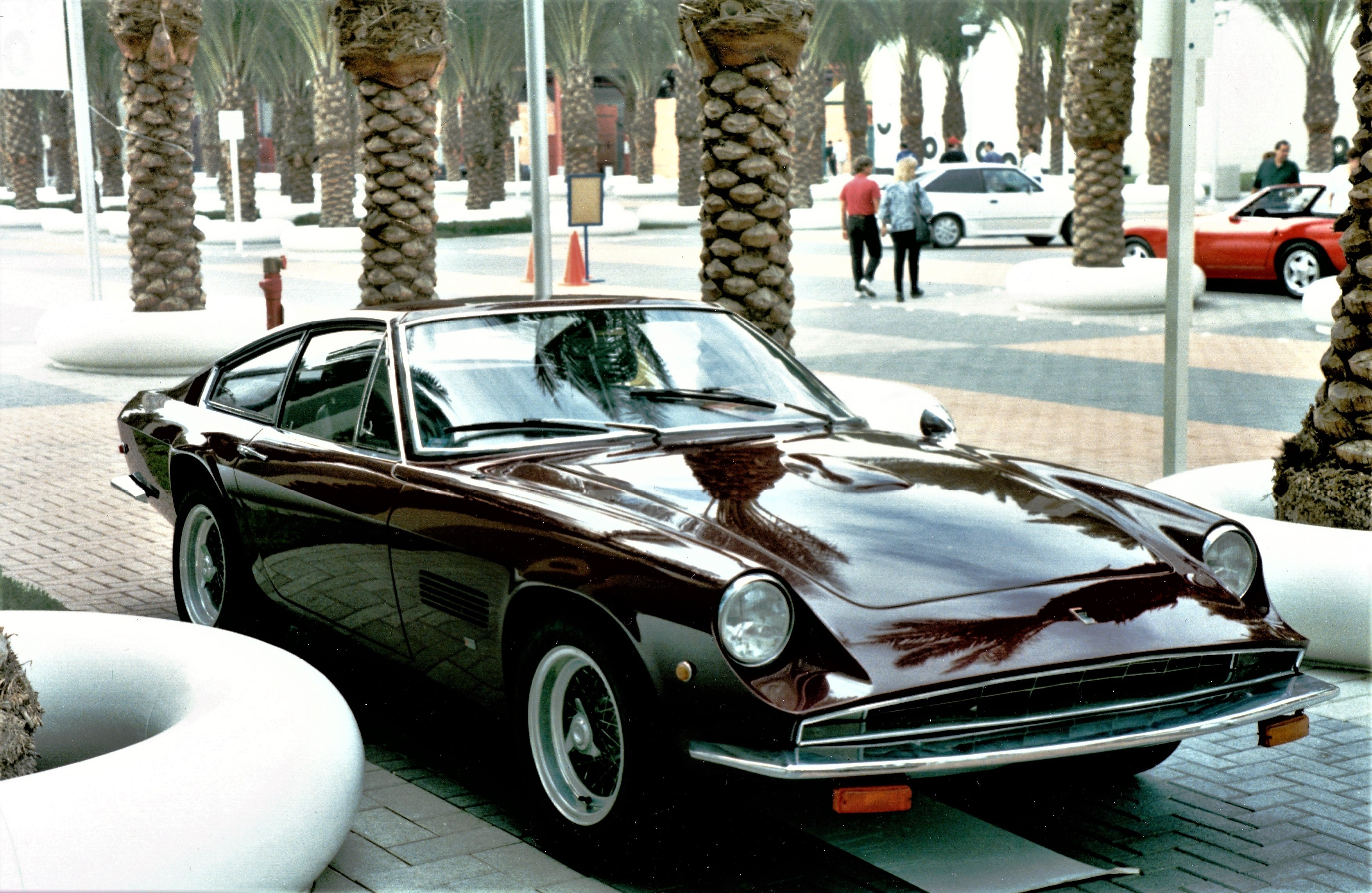
Monteverdi High Speed 375 S mit Fissore-Karosserie

Parallel zum 2+2-Sitzer reaktivierte Monteverdi sein anfänglich präsentiertes kurzes Chassis für einen weiteren reinen Zweisitzer mit Fissore-Karosserie. Dieses Auto erhielt eine Karosserie, die erheblich verändert war. Mit zurückversetzten Scheinwerfern und sechs runden Heckleuchten erinnerte dieses Semi-Fastback-Auto stilistisch an den Ferrari 365 GT 2+2. Der Zweisitzer mit Fissore-Karosserie hatte deutlich geringeren Erfolg als der 2+2-Sitzer vom Typ 375 L. Zwischen 1969 und 1971 wurden insgesamt sechs kurze Coupés mit Fissore-Karosserie hergestellt. Eines davon gehört heute zur umfangreichen Autosammlung des amerikanischen Talkmasters Jay Leno.
Im Winter 1971/72 wurde der 375 S zur Monteverdi Berlinetta weiterentwickelt. Der Rohrrahmen wurde zugunsten einer verbesserten Verwindungsresistenz verstärkt; das Auto erhielt eine neue Frontpartie mit schmalem, über die gesamte Wagenbreite reichenden Kühlergrill. Monteverdi betonte die erhöhte passive Sicherheit der Berlinetta.

### High Speed 375 C

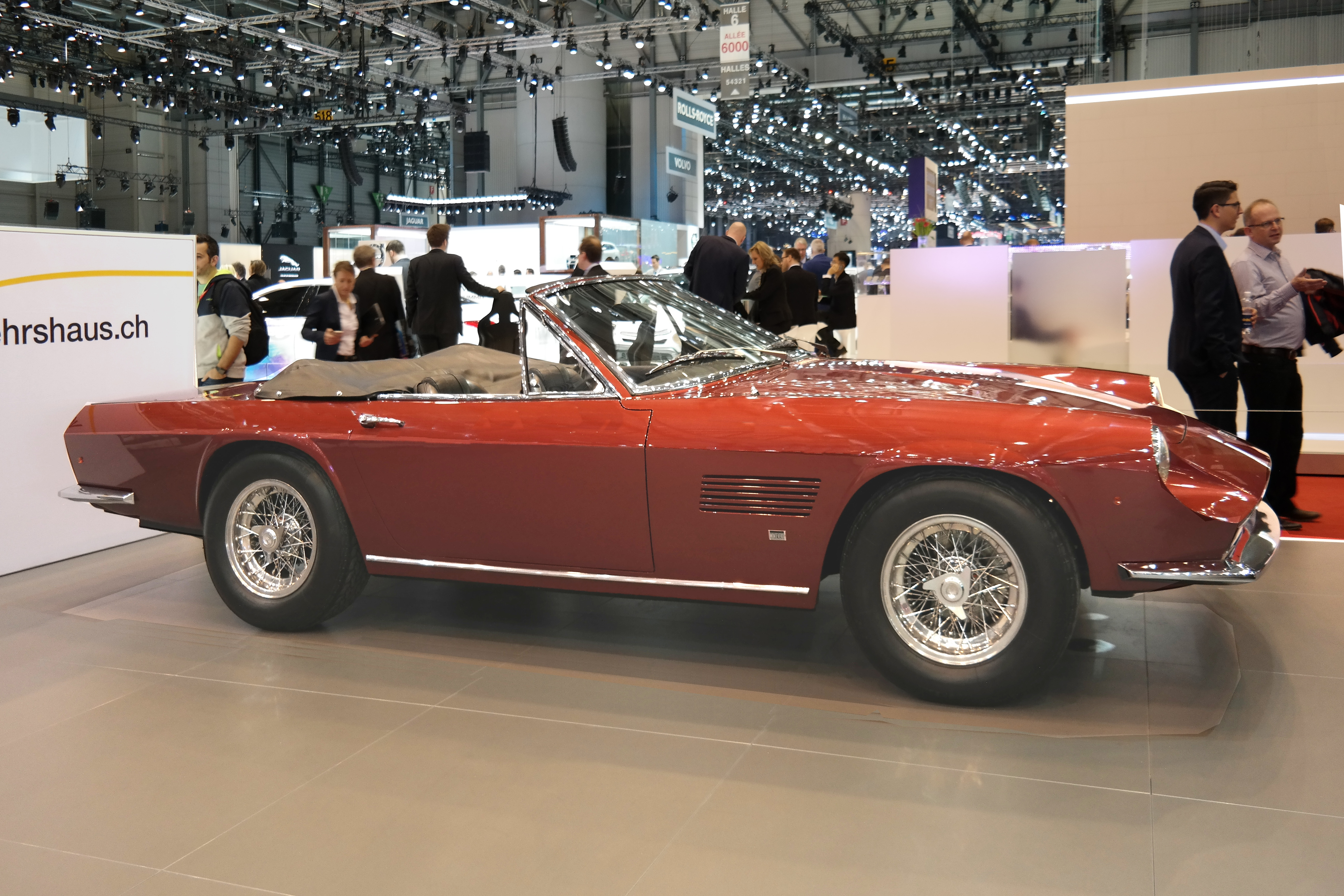
Monteverdi High Speed 375 C

Von dem 375 S mit kurzem Chassis leitete Monteverdi 1971 eine Cabrioletversion namens 375 C ab. In der Literatur finden sich wiederholt Hinweise darauf, dass die Initiative zur Schaffung des Cabriolets auf einen querschnittgelähmten Freund Peter Monteverdis zurückging, der sich einen Monteverdi wünschte, den er alleine besteigen konnte. Anders als der 375 S, trug das Cabriolet nicht sechs runde Rückleuchten, sondern die bereits beim 375 L verwendeten Leuchteneinheiten der Alfa Romeo Giulia.
Der zunächst gelb lackierte 375 C wurde auf dem Genfer Auto-Salon 1971 der Öffentlichkeit vorgestellt. Der Kaufpreis war dort mit 75.750 Schweizer Franken angegeben. Insgesamt entstanden sechs Exemplare; eines davon wurde unter Verwendung von Karosserieteilen des Monteverdi Berlinetta zum Cabriolet Palm Beach umgebaut.

### High Speed 375/4

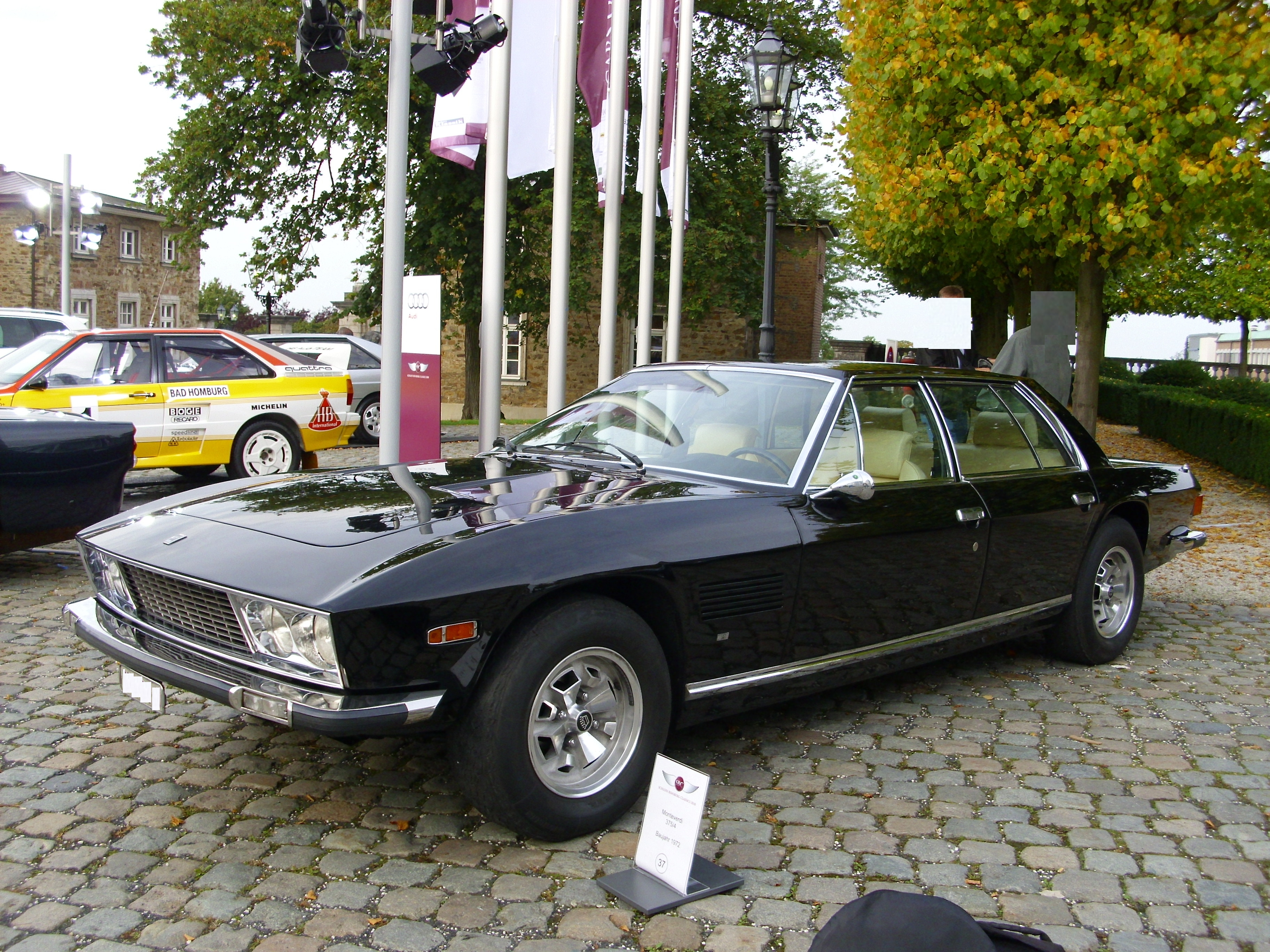
Monteverdi High Speed 375/4 von 1972.

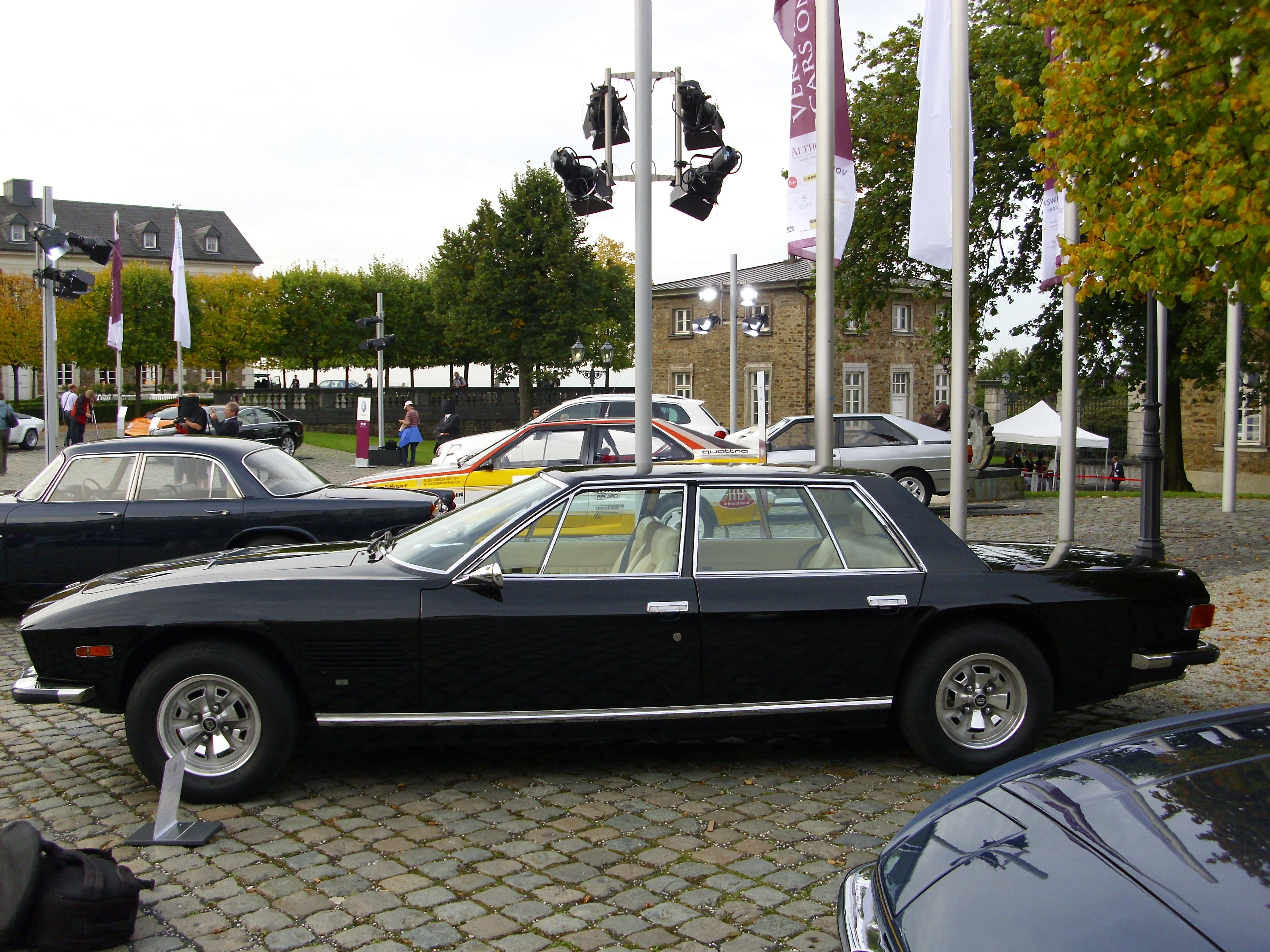
Der 375/4 im Profil. Die Rückleuchten dieses späten Exemplars stammen vom Triumph TR 6.

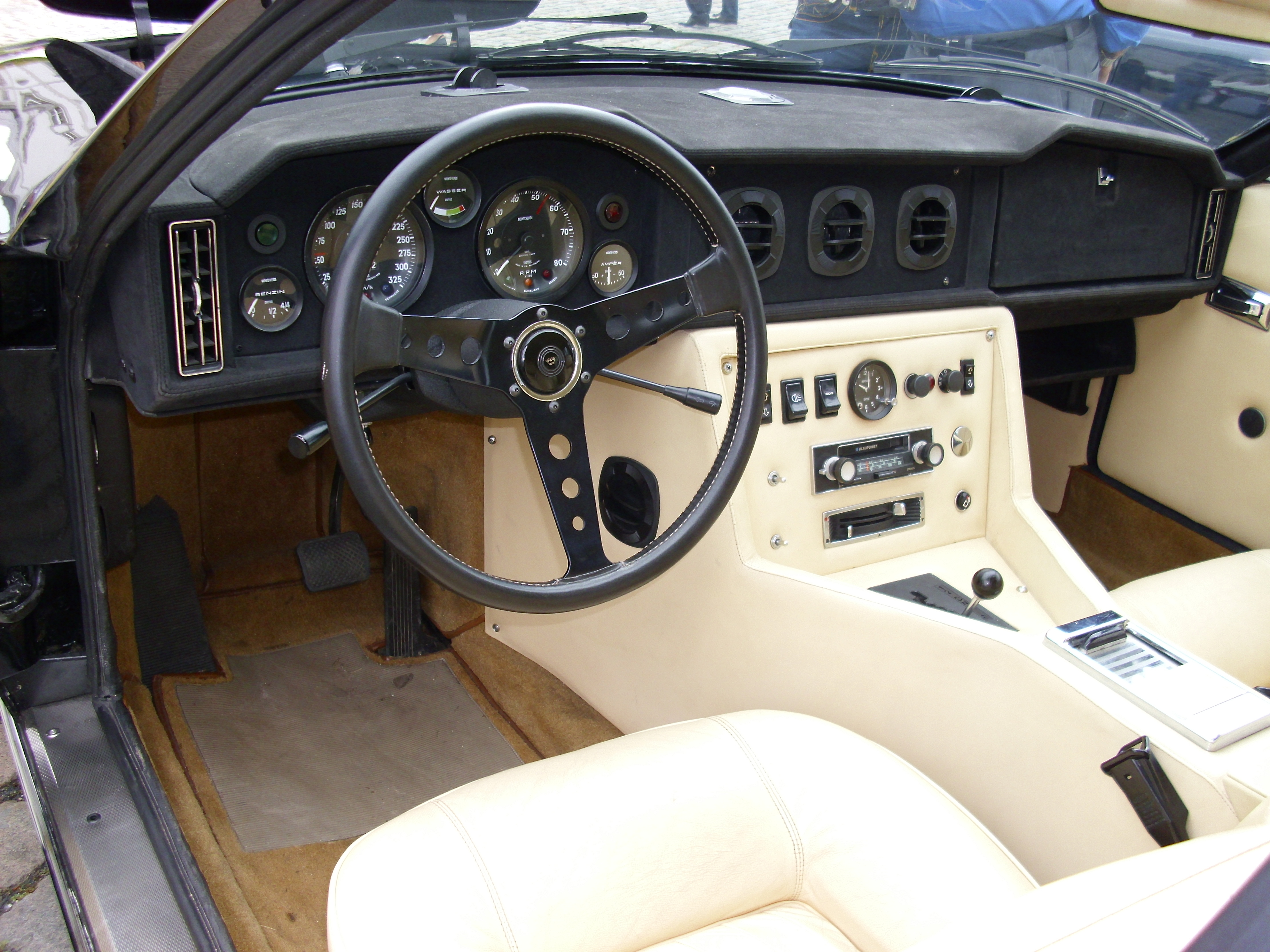
Interieur eines Monteverdi High Speed 375/4.

Die Krönung der High-Speed-Reihe war eine große viertürige Limousine namens 375/4.
Der Radstand des Fahrzeugs wurde auf 3,15 Meter verlängert, die technischen Eckdaten – insbesondere die Antriebstechnik – blieben unverändert. Bei gleich bleibender Frontpartie schlossen sich ab der A-Säule vier weit öffnende Türen (mit Griffen vom Fiat 128), eine scharf gezeichnete Dachpartie und ein verlängerter Kofferraum an, dessen Oberkante die Gürtellinie gradlinig fortsetzte. Der Innenraum war mit Lederausstattung, Klimaanlage, elektrischen Fensterhebern und auf Wunsch einem TV-Gerät von Sony luxuriös ausgestattet und zudem großzügig bemessen; das Auto konnte ohne Einschränkungen als Chauffeur-Limousine verwendet werden. Einzelne Exemplare wurden dementsprechend mit einer Trennwand zwischen Fahrer- und Passagierabteil geliefert. Äußere Details waren wiederholt Objekt der Veränderung, mitunter folgte Monteverdi dabei auch dem Kundenwunsch. Ein spätes Exemplar wurde beispielsweise mit zwei rechteckigen, vom Ford Granada entliehenen Scheinwerfern, einem matt schwarzen Kühlergrill und gummibezogenen Stoßstangen ausgeliefert. Daneben wurden, nachdem anfänglich die bereits vom 375 L bekannten Rückleuchten der Alfa Romeo Giulia installiert worden waren, bei den letzten Modellen die Einheiten des Triumph TR6 verwendet, die bereits zuvor bei Monteverdis Berlinetta zu sehen gewesen waren und der Limousine eine modernere Erscheinung gaben.
Im Test von Auto, Motor und Sport wurden folgende Werte erreicht:
- Höchstgeschwindigkeit: 211,8 km/h
- 0–100 km/h: 9,8 Sekunden
- 0–180 km/h: 34,0 Sekunden
- 1 km mit stehendem Start: 30,7 Sekunden.

Damit lag der Monteverdi in etwa auf dem Niveau des Mercedes 450 SEL, erreichte aber die Leistungen des Mercedes 450 SEL 6.9 nicht und verfehlte die Werksangaben deutlich.
Das Auto war in erster Linie als Repräsentationsfahrzeug gedacht, das die öffentliche Aufmerksamkeit auf die Marke Monteverdi lenken sollte. Viele Fahrzeuge wurden in den arabischen Raum verkauft; angeblich erwarb die Königsfamilie von Katar nicht weniger als fünf 375/4-Limousinen, die heute noch im königlichen Fuhrpark vorhanden sein sollen. Ein Modell ging nach Tokio, ein weiteres nach Australien und eines nach Großbritannien. Peter Monteverdi bot den 375/4 wiederholt der Schweizer Regierung als Repräsentationsfahrzeug an, zuletzt sogar zur kostenlosen Verwendung. Sein Anliegen blieb freilich ungehört; die Schweizer Regierung setzte auch in den 1970er Jahren weiterhin Limousinen von Cadillac ein.
Dem Monteverdi-Club zufolge entstanden ca. 35 Limousinen.

### Weitere Modelle
Obwohl sie nicht explizit den Zusatz High Speed im Namen führen, gehören auch die Modelle Berlinetta und Palm Beach zur High Speed-Familie. Bei ihnen handelt es sich um Weiterentwicklungen früher Monteverdi-Konstruktionen, die eine gewisse technische Eigenständigkeit erreichten. Angesichts sehr hoher Verkaufspreise wurden von ihnen nur wenige Exemplare hergestellt.

## Datenblatt
| Monteverdi                             | 375 S                                                                           | 400 SS                                                                          | 375 L                                                                                       | 375/4                                                                                       | Berlinetta                                                                              | Hai 450 GTS                                                           |
| -------------------------------------- | ------------------------------------------------------------------------------- | ------------------------------------------------------------------------------- | ------------------------------------------------------------------------------------------- | ------------------------------------------------------------------------------------------- | --------------------------------------------------------------------------------------- | --------------------------------------------------------------------- |
| Motor:                                 | 8-Zylinder-V-Motor (Viertakt), Gabelwinkel 90°                                  | 8-Zylinder-V-Motor (Viertakt), Gabelwinkel 90°                                  | 8-Zylinder-V-Motor (Viertakt), Gabelwinkel 90°                                              | 8-Zylinder-V-Motor (Viertakt), Gabelwinkel 90°                                              | 8-Zylinder-V-Motor (Viertakt), Gabelwinkel 90°                                          | 8-Zylinder-V-Motor (Viertakt), Gabelwinkel 90°                        |
| Hubraum:                               | 7206 cm³                                                                        | 7206 cm³                                                                        | 7206 cm³                                                                                    | 7206 cm³                                                                                    | 6974 cm³                                                                                | 6974 cm³                                                              |
| Motortyp:                              | Chrysler 440                                                                    | Chrysler 440                                                                    | Chrysler 440                                                                                | Chrysler 440                                                                                | Chrysler 426 Hemi                                                                       | Chrysler 426 Hemi                                                     |
| Bohrung×Hub:                           | 109,7×95,25 mm                                                                  | 109,7×95,25 mm                                                                  | 109,7×95,25 mm                                                                              | 109,7×95,25 mm                                                                              | 107,95×95,25 mm                                                                         | 107,95×95,25 mm                                                       |
| Leistung bei 1/min:                    | 279 kW (380 SAE-PS) bei 4600                                                    | 299 kW (406 SAE-PS) bei 5000                                                    | 250 kW (340 PS) bei 4600 a.W. Siebenliter wie Berlinetta                                    | 250 kW (340 PS) bei 4600 a.W. Siebenliter wie Berlinetta                                    | 287 kW (390 PS) bei 5000 a.W. 7,2-Liter                                                 | 331 kW (450 PS) bei 5000                                              |
| Max. Drehmoment bei 1/min:             | 653 SAE-Nm bei 3200                                                             | 657 Nm bei 3300                                                                 | 572 Nm bei 3200                                                                             | 572 Nm bei 3200                                                                             | 584 Nm bei 4000                                                                         | 584 Nm bei 4000                                                       |
| Verdichtung:                           | 10,1:1                                                                          | 10,1:1                                                                          | 10,1:1                                                                                      | 10,1:1                                                                                      | 10,25:1                                                                                 | 10,25:1                                                               |
| Gemischaufbereitung:                   | 1 Doppel-Registervergaser                                                       | 2 Doppel-Registervergaser                                                       | 1 Doppel-Registervergaser                                                                   | 1 Doppel-Registervergaser                                                                   | 2 Doppel-Registervergaser                                                               | 2 Doppel-Registervergaser                                             |
| Ventilsteuerung:                       | Hängende Ventile, Kipphebel, zentrale Nockenwelle, Antrieb über Kette           | Hängende Ventile, Kipphebel, zentrale Nockenwelle, Antrieb über Kette           | Hängende Ventile, Kipphebel, zentrale Nockenwelle, Antrieb über Kette                       | Hängende Ventile, Kipphebel, zentrale Nockenwelle, Antrieb über Kette                       | Hängende Ventile, Kipphebel, zentrale Nockenwelle, Antrieb über Kette                   | Hängende Ventile, Kipphebel, zentrale Nockenwelle, Antrieb über Kette |
| Kühlung:                               | Wasserkühlung                                                                   | Wasserkühlung                                                                   | Wasserkühlung                                                                               | Wasserkühlung                                                                               | Wasserkühlung                                                                           | Wasserkühlung                                                         |
| Getriebe:                              | 4-Gang-Getriebe a.W. Dreigang-Automatik (Chrysler TorqueFlite) Hinterradantrieb | 4-Gang-Getriebe a.W. Dreigang-Automatik (Chrysler TorqueFlite) Hinterradantrieb | Dreigangautomatik (TorqueFlite) (Hemi-Ausführungen auch Viergang-Getriebe) Hinterradantrieb | Dreigangautomatik (TorqueFlite) (Hemi-Ausführungen auch Viergang-Getriebe) Hinterradantrieb | 4- oder 5-Gang-Getriebe a.W. Dreigang-Automatik (Chrysler TorqueFlite) Hinterradantrieb | ZF-5-Gang-Getriebe                                                    |
| Radaufhängung vorn:                    | je zwei ungleich lange Querlenker, Schraubenfedern                              | je zwei ungleich lange Querlenker, Schraubenfedern                              | je zwei ungleich lange Querlenker, Schraubenfedern                                          | je zwei ungleich lange Querlenker, Schraubenfedern                                          | je zwei ungleich lange Querlenker, Schraubenfedern                                      | je zwei ungleich lange Querlenker, Schraubenfedern                    |
| Radaufhängung hinten:                  | De-Dion-Achse, Längsschubstreben, Wattgestänge, Schraubenfedern                 | De-Dion-Achse, Längsschubstreben, Wattgestänge, Schraubenfedern                 | De-Dion-Achse, Längsschubstreben, Wattgestänge, Schraubenfedern                             | De-Dion-Achse, Längsschubstreben, Wattgestänge, Schraubenfedern                             | De-Dion-Achse, Längsschubstreben, Wattgestänge, Schraubenfedern                         | De-Dion-Achse, Längsschubstreben, Wattgestänge, Schraubenfedern       |
| Bremsen:                               | Scheibenbremsen rundum, Servo                                                   | Scheibenbremsen rundum, Servo                                                   | Scheibenbremsen rundum, Servo                                                               | Scheibenbremsen rundum, Servo                                                               | Scheibenbremsen rundum, Servo                                                           | Scheibenbremsen rundum, Servo                                         |
| Lenkung:                               | ZF-Schneckenlenkung, teils mit Servo                                            | ZF-Schneckenlenkung, teils mit Servo                                            | ZF-Schneckenlenkung, teils mit Servo                                                        | ZF-Schneckenlenkung, teils mit Servo                                                        | ZF-Schneckenlenkung, teils mit Servo                                                    | ZF-Schneckenlenkung, teils mit Servo                                  |
| Karosserie:                            | Stahlblech, auf Vierkantrohrrahmen                                              | Stahlblech, auf Vierkantrohrrahmen                                              | Stahlblech, auf Vierkantrohrrahmen                                                          | Stahlblech, auf Vierkantrohrrahmen                                                          | Stahlblech, auf Vierkantrohrrahmen                                                      | Stahlblech, auf Vierkantrohrrahmen                                    |
| Spurweite vorn/hinten:                 | 1500/1460 mm                                                                    | 1500/1460 mm                                                                    | 1500/1460 mm                                                                                | 1500/1450 mm                                                                                | 1510/1470 mm                                                                            | 1500/1460 mm                                                          |
| Radstand:                              | 2510 mm                                                                         | 2510 mm                                                                         | 2680 mm                                                                                     | 3180 mm                                                                                     | 2500 mm                                                                                 | 2620 mm                                                               |
| Abmessungen:                           | 4600×1795×1240 mm                                                               | 4600×1795×1240 mm                                                               | 4800×1795×1270 mm                                                                           | 5310×1790×1330 mm                                                                           | 4610×1795×1230 mm                                                                       | 4350×1795×1020 mm                                                     |
| Leergewicht:                           | 1620 kg                                                                         | 1680 kg                                                                         | 1820–1840 kg                                                                                | 1920–1940 kg                                                                                | 1700 kg                                                                                 | 1350 kg                                                               |
| Höchstgeschwindigkeit (Werk):          | 250 km/h                                                                        | 270 km/h                                                                        | 245–260 km/h                                                                                | 235–250 km/h                                                                                | 260–290 km/h                                                                            | 295 km/h                                                              |
| 0–100 km/h (Werk):                     | 6 s                                                                             | 5,5 s                                                                           | 6,5–6,9 s                                                                                   | 6,9–7,9 s                                                                                   | 5,9–6,5 s                                                                               | 4,9 s                                                                 |
| Verbrauch (Liter/100 Kilometer, Werk): | 18–23 S                                                                         | 18–23 S                                                                         | 18–23 S                                                                                     | 18–23 S                                                                                     | 18–23 S                                                                                 | 18–23 S                                                               |

### Monografien, Beiträge in Fachbüchern
- Roger Gloor, Carl Wagner: Monteverdi – Werdegang einer Schweizer Marke, 1980 (vergriffen). Werksunterstützte Chronik der Marke Monteverdi
- Dean Bachelor, Chris Poole, Graham Robson: Das große Buch der Sportwagen. Die schnellsten, teuersten und schönsten Autos der Welt. Erlangen (Karl Müller Verlag) 1990, ohne ISBN.
- Jürgen Lewandowski, Marion Zellner: Kult-Cabrios. Die legendärsten Cabriolets von 1945 bis heute. München (Steiger) 2000. ISBN 3-89652-195-0.

### Zeitungen und Zeitschriften
- Automobil Revue, Katalognummern 1968, 1969 und 1973 (technische Daten)
- auto motor und sport: Alpentraum, Test eines Monteverdi High speed 375 L in der Ausgabe 12/1972 vom 10. Juni 1972.
- auto motor und sport: Kunsthandwerk. Präsentation des Monteverdi-Programms und Kurzbiografie über Peter Monteverdi in der Ausgabe 13/1978.
- auto motor und sport: Mit dem Monteverdi durch die Weinberge, Reisebericht und Impression einer Fahrt mit einem Monteverdi High Speed 375 L in der Ausgabe 25/1996.
- Bernd Wieland: Schwarz-Brenner, Präsentation eines späten schwarz lackierten Monteverdi High Speed 375/4 mit zahlreichen Studio-Fotos und kurzer, im Detail nicht immer zutreffender Darstellung der Modellgeschichte in: Motor Klassik Nr. 1/2003, S. 52 ff.
- Mark Siegenthaler und Marco Schulze: Mit harter Hand und großem Herz, das Leben und Wirken des Peter Monteverdi, in: Swiss Car Classics Nr. 20, 04/2008
- Rob Scorah: The full Monte. Fahrbericht zum Monteverdi High Speed 375L (Fissore) in: Classic Cars, Heft 2/2013, S: 58 ff.